# Georg Carl Gottlieb Sattler
Georg Carl Gottlieb Sattler (auch Georg Carl Theophilius Sattler, * 17. Mai 1818 in Schweinfurt; † 9. September 1885 ebenda) war ein deutscher Chemiker und Unternehmer.

## Leben
Georg Carl Gottlieb Sattler war ein Sohn des Fabrikanten Wilhelm Sattler.
Er übernahm gemeinsam mit seinen Brüdern Johann Jens Caspar Sattler und Wilhelm Sattler (1813–92) das väterliche Unternehmen in Schweinfurt, wobei das Firmenkonglomerat allerdings bald nach der Übernahme zerfiel. Er war wie seine Brüder an religiösen Reformbewegungen beteiligt.
Am 7. Januar 1855 wurde er unter der Präsidentschaft von Christian Gottfried Daniel Nees von Esenbeck unter der Matrikel-Nr. 1726 mit dem akademischen Beinamen Göttling als Mitglied in die Kaiserliche Leopoldino-Carolinische Akademie der Naturforscher aufgenommen.
Sattler war verheiratet mit Franziska Adolphine Wilhelmine Friederike Schwarzenberg (1824–1895).